# Цибульщак Олександр Леонідович
Цибульщак Олександр Леонідович — український державний службовець, управлінець, голова правління Державної продовольчо-зернової корпорації України (2012—2013), голова Оболонської районної державної адміністрації (2014—2019), в. о. голови Оболонської РДА (2019—2020), перший заступник голови Оболонської РДА (з 2020 р.).

## Життєпис

### Ранні роки та освіта
Олександр Цибульщак народився 7 листопада 1963 року в селі Новоуспенівка Веселівського району Запорізької області.
У 1986 році закінчив Запорізький машинобудівний інститут ім. В. Я. Чубаря, отримавши диплом інженера-механіка.
У 2003 році закінчив Дніпропетровський регіональний інститут державного управління Української Академії державного управління при Президентові України, за спеціальністю державне управління.

### Кар'єра
1986—1992 рр. — працював на Запорізькому заводі «Радіоприлад». Починав молодшим спеціалістом, згодом був підвищений до начальника цеху.
1993—1994 рр. — заступник директора з виробництва НВФ «Вітапон», ТОВ «ВСК».
1995—1997 рр. — директор ПКФ «Експромт».
1997—1999 рр. — був заступником директора, згодом генеральним директором Запорізького представництва ДАК «Хліб України».
1999—2004 рр. — голова Токмацької районної державної адміністрації.
2004—2010 рр. — генеральний директор ТОВ «Хліб Києва».
2011—2012 рр. — перший заступник начальника відділу ТОВ «Виробничо-комерційне підприємство «СКБ».
2012—2013 рр. — голова правління Державної продовольчо-зернової корпорації України (ДПЗКУ).
2013—2014 рр. — комерційний директор ТОВ «Столицяінвестбуд».
2014—2019 рр. — голова Оболонської районної державної адміністрації в місті Києві.
2020 — сьогодні — перший заступник голови Оболонської районної державної адміністрації в місті Києві.

## Особисте життя
Одружений з Цибульщак Ольгою Петрівною. Пара разом виховує доньку.